# San Matías Cuijingo
San Matías Cuijingo, eller bara Cuijingo, är en stad i kommunen Juchitepec i delstaten Mexiko i Mexiko. San Matías Cuijingo hade 6 263 invånare vid folkräkningen år 2010 och är kommunens näst största samhälle.